# NGC 3905
NGC 3905 ist eine Balken-Spiralgalaxie vom Hubble-Typ SBbc im Sternbild Becher. Sie ist schätzungsweise 252 Millionen Lichtjahre von der Milchstraße entfernt.
Das Objekt wurde im Jahre 1880 von Andrew Ainslie Common entdeckt.